# اتحاد سنغافورة لكرة القدم
تأسس الاتحاد السنغافوري لكرة القدم في عام 1892 وانضم إلى الاتحاد الدولي لكرة القدم في 1952 وانضم إلى الاتحاد الآسيوي لكرة القدم في 1952.